# Spyridium
Spyridium là một chi thực vật có hoa thuộc họ Táo (Rhamnaceae). Chi này được Eduard Fenzl mô tả khoa học lần đầu tiên năm 1837 với 1 loài là S. eriocephalum.

## Phân bố
Các loài trong chi này là đặc hữu miền nam và đông nam Australia (gồm cả Tasmania).

## Các loài
Danh sách 42 loài và 1 loài lai ghép lấy theo Plants of the Wirld Online:
- Spyridium bifidum (F.Muell.) F.Muell. ex Benth., 1863: Đông nam Nam Úc tới tây Victoria.
- Spyridium burragorang K.R.Thiele, 2004: New South Wales.
- Spyridium buxifolium (Fenzl) K.R.Thiele, 2004: New South Wales.
- Spyridium cinereum N.A.Wakef., 1957: Victoria.
- Spyridium coactilifolium Reissek, 1858: Đông nam Nam Úc.
- Spyridium coalitum Kellermann & W.R.Barker, 2012: Đông nam Nam Úc.
- Spyridium cordatum (Turcz.) Benth., 1863: Tây tây nam Tây Úc.
- Spyridium daltonii (F.Muell.) Kellermann, 2006: Tây Victoria.
- Spyridium eriocephalum Fenzl, 1837: Đông nam Australia (New South Wales, Nam Úc, Tasmania, Victoria).
- Spyridium erymnocladum W.R.Barker, 1995: Nam Úc.
- Spyridium fontis-woodii Kellermann & W.R.Barker, 2012: Nam Úc.
- Spyridium furculentum W.R.Barker & Kellermann, 2012: Victoria.
- Spyridium glaucum Rye, 1995: Tây Úc.
- Spyridium globulosum (Labill.) Benth., 1863: Tây và nam Tây Úc.
- Spyridium gunnii (Hook.f.) Benth., 1863: Tasmania.
- Spyridium halmaturinum F.Muell. ex Benth., 1863: Đông nam Nam Úc.
- Spyridium lawrencei (Hook.f.) Benth., 1863: Trung và đông Tasmania.
- Spyridium leucopogon (F.Muell. ex Reissek) F.Muell., 1875: Đông nam Nam Úc.
- Spyridium majoranifolium (Fenzl) Rye, 1995: Nam Tây Úc.
- Spyridium microcephalum (Turcz.) Benth., 1863: Nam Tây Úc.
- Spyridium minutum Rye, 1995: Tây Úc.
- Spyridium montanum Rye, 1995: Tây Úc.
- Spyridium mucronatum Rye, 1995: Tây Úc.
- Spyridium nitidum N.A.Wakef., 1957: Đông nam Nam Úc tới tây Victoria.
- Spyridium obcordatum (Hook.f.) W.M.Curtis, 1970: Tasmania.
- Spyridium obovatum (Hook.) Benth., 1863: Tasmania.
- Spyridium oligocephalum (Turcz.) Benth., 1863: Tây nam và nam Tây Úc.
- Spyridium phlebophyllum (F.Muell. ex Reissek) F.Muell. ex Benth., 1863: Đông và đông nam Nam Úc.
- Spyridium phylicoides Reissek, 1858: Nam Nam Úc tới tây Victoria.
- Spyridium polycephalum (Turcz.) Rye, 1995: Tây nam Tây Úc.
- Spyridium × ramosissimum (Audas) Kellermann, 2006: Victoria.
- Spyridium riparium Rye, 1995: Tây Úc.
- Spyridium scabridum (Tate) Kellermann & W.R.Barker, 2012: Đông nam Nam Úc.
- Spyridium scortechinii (F.Muell.) K.R.Thiele, 2004: Đông nam Queensland tới đông New South Wales.
- Spyridium spadiceum (Fenzl) Benth., 1863: Tây nam và nam Tây Úc.
- Spyridium spathulatum F.Muell. ex Benth., 1863: Từ tây nam và nam Tây Úc qua Nam Úc tới tây Victoria.
- Spyridium stenophyllum (Reissek) Kellermann & W.R.Barker, 2012: Đông nam Nam Úc.
- Spyridium subochreatum Reissek, 1858: Từ nam Tây Úc qua Nam Úc tới tây và đông bắc Victoria.
- Spyridium thymifolium Reissek, 1858: Đông nam Nam Úc.
- Spyridium tricolor W.R.Barker & Rye, 1993: Tây Úc, Nam Úc.
- Spyridium ulicinum (Hook.) Benth., 1863: Tasmania.
- Spyridium vexilliferum (Hook.) Reissek, 1858: Đông nam Nam Úc, Victoria, Tasmania.
- Spyridium villosum (Turcz.) Benth., 1863: Tây tây nam Tây Úc.